# Перелік населених пунктів, що постраждали від Голодомору 1932—1933 (Дніпропетровська область)
Перелік населених пунктів, що постраждали від Голодомору в Україні 1932—1933 (Дніпропетровська область)
Дані наведено згідно з виданням Національна Книга пам'яті жертв Голодомору 1932—1933 pp. в Україні. Дніпропетровська область.

## Алфавітний перелік
| №   | Населений пункт | Встановлено жертв             |
| --- | --- | ----------------------------- |
| 1   | Аврамівська сільська рада: Аврамівка | 53 (стор.34)                  |
| 2   | Амур-Нижньодніпровський район | 2740 (стор.266)               |
| 3   | Анастасівська сільська рада: Настасівка (Нікопольський район) | не менше 49 (стор.941)        |
| 4   | Андріївська сільська рада: Андріївка (Новомосковський район) | 155 (стор.671)                |
| 5   | Андріївська сільська рада (Покровський район): Андріївка (Покровський район) | не менше 3 (стор.932)         |
| 6   | Апостолове | точна кількість невстановлена |
| 7   | Аулівська селищна рада (тоді сільська): Аули | 444 (стор.508)                |
| 8   | Бабайківська сільська рада: Бабайківка, Вербове (Дніпровський район), Івано-Яризівка, Кущівка (Царичанський район), Новостроївка (Царичанський район) | не менше 276 (стор.959)       |
| 9   | Багатська сільська рада (тоді Богачанська): Багате (Новомосковський район), Панасівка (Новомосковський район), Рівне (Новомосковський район) | 348 (стор.676)                |
| 10  | Берестянська сільська рада (Покровський район) | 25 (стор.869)                 |
| 11  | Благовіщенська сільська рада (Дніпропетровський район) | 82 (стор.494)                 |
| 12  | Благодатнівська сільська рада: Благодатне (Павлоградський район) | не менше 66 (стор.766)        |
| 13  | Богданівська сільська рада (Павлоградський район): Богданівка (Павлоградський район), Мерцалівка, Самарське (Павлоградський район), Шахтарське (Павлоградський район) | 667 (стор.776)                |
| 14  | Богдано-Вербська сільська рада: Богдано-Вербки | не менше 115 (стор.839)       |
| 15  | Богуславська сільська рада (Павлоградський район): Богуслав (Павлоградський район) | 729 (стор.786)                |
| 16  | Борисівська сільська рада: Борисівка (Нікопольський район) | не менше 192 (стор.619)       |
| 17  | Боровківська сільська рада: Боровківка | 94 (стор.49)                  |
| 18  | Бородаївська сільська рада: Бородаївка | 238 (стор.53)                 |
| 19  | Бородаївська-Хутірська сільська рада: Бородаївські Хутори | 86 (стор.54)                  |
| 20  | Брагинівська сільська рада: Богинівка, Зелений Гай (Брагинівська сільська рада), Нововербське, Олександрівка (Петропавлівський район), Сонцеве (Петропавлівський район), Шевченка (Петропавлівський район) | не менше 35 (стор.840)        |
| 21  | Булахівська сільська рада (Павлоградський район): Булахівка (Павлоградський район); Червона Долина (Павлоградський район) | 454 (стор.793)                |
| 22  | Бухаринська сільська рада: Довгинцеве | 274 (стор.500)                |
| 23  | Варварівська сільська рада (Юр'ївський район): Варварівка (Юр'ївський район), Вербське, Весела Гірка, В'язівське-Водяне, Призове, Широка Балка (Юр'ївський район), Юр'ївське | не менше 84 (стор.1000)       |
| 24  | Німецька колонія; Миколаївська сільська рада (Васильківський район) | 17 (стор.43)                  |
| 25  | Василівська сільська рада (Межівський район): Василівка (Межівський район) | 94 (стор.526)                 |
| 26  | Василівська сільська рада (Новомосковський район): Василівка (Новомосковський район), Всесвятське (Новомосковський район) | не менше 85(стор.677)         |
| 27  | Васильківська селищна рада (тоді сільська): Васильківка | не менше 134 (стор.36)        |
| 28  | Велика Костромка | сотні людей                   |
| 29  | Великомихайлівська сільська рада (Покровський район): Великомихайлівка (Покровський район), Вороне (Покровський район), Лісне (Покровський район), Маліївка (Покровський район), Новоселівка (Синельниківський район), Орестопіль, Соснівка (Покровський район), Хороше (Покровський район), Январське                               | не менше 329 (стор.874)       |
| 30  | Великоолександрівська сільська рада (Васильківський район): Великоолександрівка (Васильківський район), Первомайське (Васильківський район), Преображенське (Україна) | не менше 159 (стор.39)        |
| 31  | Вербківська сільська рада (Павлоградський район): Вербки (Павлоградський район), Морозівське (Павлоградський район) | не менше 237 (стор.796)       |
| 32  | Вербоватівська сільська рада: Вербове (Павлоградський район) | 102 (стор.798)                |
| 33  | Вербово-Шевченківська сільська рада (Павлоградський район) | 71 (стор.799)                 |
| 34  | Вербуватівська сільська рада (тоді Вербоватівська): Вербуватівка, Долина (Юр'ївський район), Нижнянка | не менше 160 (стор.1006)      |
| 35  | Веселівська сільська рада (Межівський район): Веселе (Веселівська сільська рада, Межівський район) | 192 (стор.528)                |
| 36  | Веселівська сільська рада (Синельниківський район): Веселе (Любимівська сільська громада) | 47 (стор.932)                 |
| 37  | Вільненська сільська рада (Новомосковський район): Вільне (Новомосковський район), Хащеве | 320 (стор.682)                |
| 38  | Вільно-Хутірська сільська рада: Вільні Хутори | 335 (стор.59)                 |
| 39  | Водянська сільська рада: Водяне (Юр'ївський район) | 36 (стор.799)                 |
| 40  | Вознесенська сільська рада (Межівський район) | не менше 167 531              |
| 41  | Володимирівська сільська рада (Межівський район): Володимирівка (Межівський район) | не менше 108 (стор.533)       |
| 42  | Володимирівська сільська рада (Томаківський район): Високе (Томаківська селищна громада) | не менше 22 (стор.941)        |
| 43  | Воронівська сільська рада: Воронів Кут | 261 (стор.653)                |
| 44  | Воскресенівська сільська рада: Воскресенівка (Новомосковський район) | 60 (стор.683)                 |
| 45  | Всесвятська сільська рада (Межівський район): Всесвятське (Межівський район) | не менше 11 (стор.535)        |
| 46  | Всесвятська сільська рада (Новомосковський район): Всесвятське (Новомосковський район) | 119 (стор.685)                |
| 47  | В'язівківська сільська рада: В'язівок (Павлоградський район) | 585 (стор.808)                |
| 48  | Гаврилівська сільська рада (Покровський район): Гаврилівка (Покровський район); Підгаврилівка | 987 (стор.888)                |
| 49  | Ганнівська сільська рада: Ганнівка (Кам'янський район) | 189 (стор.62)                 |
| 50  | Герасимівська сільська рада: Герасимівка (Новомосковський район) | 39 (стор.685)                 |
| 51  | Гнатівська сільська рада: Гнатівка (Новомосковський район) | 102 (стор.687)                |
| 52  | Голубівська сільська рада (Новомосковський район): Голубівка (Новомосковський район), Кільчень (селище), Миролюбівка (Новомосковський район), Троїцьке (Новомосковський район) | не менше 267 (стор.691)       |
| 53  | Городищанська сільська рада: Городище (Марганець) | 275 (стор.519)                |
| 54  | Городищенська сільська рада: Городище (Павлоград) | 186 (стор.746)                |
| 55  | Грушівка (Криворізький район) | точна кількість невстановлена |
| 56  | Губиниська селищна рада (тоді сільська): Губиниха, Євецько-Миколаївка | не менше 225 (стор.694)       |
| 57  | Данилівська сільська рада: Данилівка (Покровський район) | не менше 80 (стор.890)        |
| 58  | Дмитрівська сільська рада (Нікопольський район): Дмитрівка (Нікопольський район) | не менше 208 (стор.623)       |
| 59  | Дніпровокам'янська сільська рада: Дніпровокам'янка | 26 (стор.62)                  |
| 60  | Дніпровська міська рада | 3369 (стор.480)               |
| 61  | Доброіванівка — увійшло до складу села Добре (Голованівський район) | не менше 20 (стор.41)         |
| 62  | Довгівська сільська рада: Довгівка (Нікопольський район) | 192 (стор.591)                |
| 63  | Григорівська сільська рада (Васильківський район): Григорівка (Васильківський район) | 90 (стор.40)                  |
| 64  | Діївська сільська рада: Діївка | 827 (стор. 492)               |
| 65  | Добровільська сільська рада (Васильківський район): Бровки, Гришаї, Добровілля (Васильківський район), Лиса Балка, Очеретувате (Васильківський район) | не менше 31 41                |
| 66  | Дроні-Орлівська сільська рада: Орлівка (Дніпровський район) | не менше 31 (стор. 960)       |
| 67  | Єгорівська сільська рада: Єгорівка (Покровський район)) | не менше 82 (стор. 891)       |
| 68  | Єлизавето-Хорошівська сільська рада (П'ятихатський район) | 21 (стор. 933)                |
| 69  | Єлизаветпілля | точна кількість невстановлена |
| 70  | Жемчужненська сільська рада: Жемчужне (село)) | не менше 21 (стор. 808)       |
| 71  | Жемчужненська сільська рада (тоді Жемчужанська): Варламівка (Юр'ївський район), Василівка (Юр'ївський район), Жемчужне (село), Затишне (Юр'ївський район) | не менше 28 (стор. 1001)      |
| 72  | Животилівська сільська рада: Животилів Кут) | 84 (стор. 654)                |
| 73  | Жмерянська сільська рада: Жмерине) | не менше 36 (стор. 942)       |
| 74  | Жовтнева сільська рада (Межівський район) | 93 (стор. 537)                |
| 75  | Зайцівська сільська рада (Синельниківський район): Зайцеве (Синельниківський район), Калинівка (Синельниківський район), Красне (Синельниківський район), Очеретувате (Синельниківський район), Тернове (Синельниківський район) | не менше 23 (стор. 933)       |
| 76  | Залеліївська сільська рада: Андріївка (Царичанський район), Залелія, Лозуватка (Царичанський район), Нетесівка, Помазанівка | 574 (стор. 968)               |
| 77  | Заорільська сільська рада: Заорілля | не менше 5 (стор. 969)        |
| 78  | Зеленогайська сільська рада (Васильківський район): Довге (Зеленогайська сільська рада), Зелений Гай (Зеленогайська сільська рада, Васильківський район), Копані (Васильківський район), Крутеньке (Васильківський район), Новоандріївка (Васильківський район), Хвилі (село)                                                        | 131 (стор.42)                 |
| 79  | Зеленогайська сільська рада (Томаківський район): Веселий Яр (Україна), Зелений Гай (Томаківський район), Краснопіль (Томаківський район), Новокраснопіль, Тарасівка (Томаківський район) | не менше 35 (стор.942)        |
| 80  | Знаменівська сільська рада (Новомосковський район): Знаменівка (Новомосковський район), Новотроїцьке (Новомосковський район), Підпільне | 673 (стор. 704)               |
| 81  | Іванівська сільська рада (Межівський район): Іванівка (Межівський район) | 531 (стор. 545)               |
| 82  | Іванівська сільська рада (Петропавлівський район) | 60 (стор. 837)                |
| 83  | Івано-Михайлівська сільська рада: Івано-Михайлівка | 344 (стор. 709)               |
| 84  | Ільїнська сільська рада: Іллінка (Нікопольський район) | не менше 162 (стор. 945)      |
| 85  | Калинівська сільська рада: Калинівське (Покровський район) | не менше 90 (стор. 892)       |
| 86  | Калужинська сільська рада: Калужине | 255 (стор. 66)                |
| 87  | Кам'янка (Апостолівська міська громада) | точна кількість невстановлена |
| 88  | Кам'янська міська рада (Дніпропетровська область): Кам'янське, Карнаухівка (смт), Світле (Кам'янська міська рада) | 7077 (стор. 201)              |
| 89  | Капулівська сільська рада: Капулівка | не менше 316 (стор. 628)      |
| 90  | Карабинівська сільська рада: Карабинівка (Павлоградський район) | 147 (стор. 810)               |
| 91  | Катеринівська сільська рада (Петропавлівський район): Катеринівка (Петропавлівський район) | не менше 2 (стор. 840)        |
| 92  | Катеринівська сільська рада (Солонянський район) | 11 (стор. 937)                |
| 93  | Катеринівська сільська рада (Покровський район): Дрозди (Покровський район), Зарічне (Покровський район), Катеринівка (Покровський район) | не менше 149 (стор. 894)      |
| 94  | Катеринівка (Апостолівська міська громада) | точна кількість невідома      |
| 95  | Катеринівка (Юр'ївський район) | не менше 27                   |
| 96  | Катерино-Михайлівська сільська рада: Катеринівка (Нікопольський район) | не менше 52 (стор. 628)       |
| 97  | Катьощанська сільська рада: Катьощине | не менше 2 (стор. 945)        |
| 98  | Керносівська сільська рада (тоді Кирносівська): Ганнівка (Новомосковський район); Керносівка; Орілька (село) | не менше 290 (стор. 713)      |
| 99  | Кисличуватська сільська рада: Кисличувата | не менше 10 (стор. 945)       |
| 100 | Китайгородська сільська рада (Томаківський район): Зелений Клин (Томаківський район); Китайгородка | не менше 26 (стор. 945)       |
| 101 | Китайгородська сільська рада (Царичанський район): Китайгород (Царичанський район) | 286 (стор. 973)               |
| 102 | Кіндратівська сільська рада (Юр'ївський район) | не менше 189 (стор. 1004)     |
| 103 | Коломійцівська сільська рада: Коломійці | не менше 128 (стор. 896)      |
| 104 | Коханівська сільська рада: Коханівка (Петропавлівський район) | не менше 90 (стор. 841)       |
| 105 | Кочерезька сільська рада: Кочережки | не менше 355 (стор. 816)      |
| 106 | Кривбудівська сільська рада | 24 (стор. 501)                |
| 107 | Криничанська селищна рада (Криничанський район) (тоді сільська): Кринички (смт) | не менше 294 (стор. 513)      |
| 108 | Криничуватська сільська рада (Нікопольський район): Криничувате (Нікопольський район) | не менше 21 (стор. 635)       |
| 109 | Лапинська сільська рада — нині вулиця Лапінська; Нікополь | 512 (стор. 599)               |
| 110 | Лиманська сільська рада: Лиманське (Павлоградський район) | не менше 60 (стор. 817)       |
| 111 | Лихівська селищна рада (тоді сільська): Лихівка, Райдужне (Кам'янський район), Степове (Кам'янський район) | не менше 509 (стор. 922)      |
| 112 | Лозівська сільська рада (Петропавлівський район): Лозове (Петропавлівський район), Роздори (Петропавлівський район), Росішки (Петропавлівський район) | не менше 64 (стор.842)        |
| 113 | Лозуватська сільська рада: Лозуватка (Синельниківський район) | 52 (стор. 934)                |
| 114 | Ломівська сільська рада: Ломівка | 416 (стор. 226)               |
| 115 | Лукіївська сільська рада: Лукіївка | не менше 28 (стор. 635)       |
| 116 | Мар'ївка (Вакулівська сільська громада) | не менше 24 (ст. 940)         |
| 117 | Мавринська сільська рада (Павлоградський район) | не менше 299 (ст. 821)        |
| 118 | Мала Костромка | точна кількість невстановлена |
| 119 | Мар'янське (Криворізький район) | понад 1000                    |
| 120 | Межиріцька сільська рада (Павлоградський район): Дачне (Павлоградський район), Домаха (Павлоградський район), Межиріч (Павлоградський район), Новоселівське (Павлоградський район), Оженківка\|, Червона Нива (Павлоградський район)                                                                                                 | не менше 199 (стор.824)       |
| 121 | Межівська селищна рада (тоді Григорівська сільська): Межова | не менше 95 (ст. 536)         |
| 122 | Миколаївка (Васильківський район) | 74                            |
| 123 | Миколаївська сільська рада: Миколаївка (Верхньодніпровська громада) | 131 (стор. 68)                |
| 124 | Миколаївська сільська рада (Васильківський район): Артемівка (Васильківський район), Дачне (Васильківський район), Дубовики, Зелена Роща (Васильківський район), Медичне | не менше 73 (стор.39)         |
| 125 | Миколаївська сільська рада (Дніпровський район): Миколаївка (Дніпровський район), Сурське | 96 (стор.496)                 |
| 126 | Миколаївська сільська рада (Новомосковський район): Затишне (Новомосковський район), Королівка (Новомосковський район), Миколаївка (Новомосковський район) | 443 (стор.722)                |
| 127 | Миколаївська сільська рада (Томаківський район) | 10 (стор.945)                 |
| 128 | Миропільська сільська рада: Миропіль (Солонянський район) | 42 (стор.938)                 |
| 129 | Михайлівська сільська рада: Михайлівка (Лихівська селищна громада) | 165 (стор.924)                |
| 130 | Михайлівська сільська рада (Томаківський район): Гарбузівка (Томаківський район), Михайлівка (Томаківський район), Новокатьощине, Чайки (Томаківський район) | не менше 73 (стор.947)        |
| 131 | Михайло-Заводське | точна кількість невстановлена |
| 132 | Мишуринрізька сільська рада: Мишурин Ріг | 834 (стор. 82)                |
| 133 | Могилівська сільська рада: Могилів (село) | 822 (стор. 985)               |
| 134 | Мотронівська сільська рада: Мотронівка | 94 (стор. 84)                 |
| 135 | Нікополь | щонайменше 1751               |
| 136 | Нікопольська міська рада | щонайменше 549 (стор. 607)    |
| 137 | Новов'язівська сільська рада: Водяне (Юр'ївський район); Дубове (Юр'ївський район); Зарічне (Юр'ївський район); Новов'язівське; Орлівське (Юр'ївський район) | не менше 45 (стор. 1007)      |
| 138 | Новов'язівське (тоді Хандаліївка) | не менше 130 (стор. 1018)     |
| 139 | Ново-Дачненська сільська рада: Нова Дача (Павлоградський район) | не менше 164 (стор. 826)      |
| 140 | Новогригорівська сільська рада: Новогригорівка (Кам'янський район) | не менше 86 (стор. 85)        |
| 141 | Ново-Житомирська сільська рада: Новожитомир | не менше 8 (стор. 501)        |
| 142 | Ново-Зорінська сільська рада: Нова Зоря (Новопільська сільська громада) | не менше 22 (стор. 501)       |
| 143 | Ново-Іванівська сільська рада: Новоіванівка (Васильківський район) | не менше 58                   |
| 144 | Новоіванівська сільська рада (Нікопольський район): Новоіванівка (Нікопольський район) | щонайменше 109 (стор. 637)    |
| 145 | Новокиївська сільська рада (Томаківський район): Вільне (Томаківський район); Добра Надія (Томаківський район); Іллінка (Томаківський район); Новокам'янка (Томаківський район); Новокиївка (Томаківський район) | не менше 75 (стор. 948)       |
| 146 | Новомосковська міська рада: Новомосковськ | не менше 1208 (стор. 669)     |
| 147 | Новопавлівка (Межівський район) | 988 (стор. 563)               |
| 148 | Новопавлівська сільська рада (Межівський район) | 471 (стор. 614)               |
| 149 | Ново-Підгородненська сільська рада: Новопідгородне | 117 (стор. 564)               |
| 150 | Новоселівська сільська рада: Новоселівка (Новомосковський район) | не менше 18 (стор. 723)       |
| 151 | Новоселівська сільська рада: Новоселівка (Петропавлівський район) | не менше 23 (стор. 842)       |
| 152 | Новоселівська сільська рада: Новоселівка (Синельниківський район) | не менше 132 (стор. 898)      |
| 153 | Новостепанівка (Новомосковський район) | не менше 2 (стор. 723)        |
| 154 | Новотроїцька сільська рада: Новотроїцьке (Межівський район) | 224 (стор. 568)               |
| 155 | Оженківська сільська рада: Оженківка | не менше 31 (стор. 827)       |
| 156 | Олександрівська сільська рада: Олександрівка (Петропавлівський район) | не менше 134 (стор. 844)      |
| 157 | Олександрівська сільська рада (Покровський район): Богодарівка (Покровський район), Відрадне (Покровський район), Вовче (Покровський район, Дніпропетровська область), Гай (Покровський район), Добропасове, Новоскелювате, Олександрівка (Покровський район), Писанці, Тихе (Покровський район)                                     | не менше 84 (стор.899)        |
| 158 | Олександрівська сільська рада (Юр'ївський район): Олександрівка (Юр'ївський район), Оленівка (Юр'ївський район), Солонці (Юр'ївський район) | не менше 229 (стор.1010)      |
| 159 | Олександропільська сільська рада (Петропавлівський район): Новодмитрівка (Петропавлівський район), Озерне (Петропавлівський район), Олександропіль (Петропавлівський район), Товсте (Петропавлівський район), Успенівка (Петропавлівський район)                                                                                     | не менше 70 (стор.845)        |
| 160 | Олексіївська сільська рада: Олексіївка (Нікопольський район) | не менше 317 (стор. 642)      |
| 161 | Олексіївська сільська рада: Олексіївка (Покровський район) | не менше 21 (стор. 900)       |
| 162 | Олексіївська сільська рада (Дніпропетровська область): Новочорноглазівське, Олексіївка (Юр'ївський район), Пшеничне (Юр'ївський район), Улянівка (Юр'ївський район), Федорівське (Юр'ївський район) | не менше 130 (стор.1012)      |
| 163 | Орестопільська сільська рада: Орестопіль | не менше 171 (стор. 904)      |
| 164 | Орлівська сільська рада (Покровський район): Діброва (Покровський район), Киричкове, Кривобокове, Малинівка (Покровський район, Дніпропетровська область), Маяк (Синельниківський район), Мечетне (Україна), Орли (Покровський район), Солоне (Покровський район, Дніпропетровська область)                                          | не менше 135 (стор.902)       |
| 165 | Орлівщинська сільська рада: Орлівщина | 401 (стор. 728)               |
| 166 | Осадченська сільська рада: Водяне (Петропавлівський район); Добринька; Осадче | не менше 23 (стор. 846)       |
| 167 | Павлоградська міська рада: Павлоград | не менше 1244 (стор. 765)     |
| 168 | Павлоградсько-Хутірська друга сільська рада: | 160 (стор. 748)               |
| 169 | Павлогригорівська сільська рада: Павло-Григорівка | 19 (стор. 85)                 |
| 170 | Панасівська сільська рада: Панасівка (Новомосковський район) | 99 (стор. 730)                |
| 171 | Перещепинська міська рада (тоді сільська): Вишневе (Новомосковський район); Козирщина (Новомосковський район); Малокозирщина; Олександрія (Новомосковський район); Перещепине; Свічанівка | не менше 168 732              |
| 172 | Петрівська сільська рада (Петропавлівський район): Маломиколаївка (село); Мар'їна Роща; Новопричепилівка; Петрівка (Петропавлівський район) | не менше 106 (стор. 847)      |
| 173 | Петрівська сільська рада (Синельниківський район) | 7 (стор. 935)                 |
| 174 | Петрівська сільська рада: Петрівка (Томаківський район) | не менше 10 (стор. 948)       |
| 175 | Першотравенська сільська рада (Верхньодніпровський район): Перше Травня (Верхньодніпровський район) | 225 (стор. 89)                |
| 176 | Першотравенська сільська рада (Марганець) | 310 (стор. 524)               |
| 177 | Петрівська сільська рада: Петрівка — нині в складі села Новогригорівка (Межівський район) | 108 (стор. 570)               |
| 178 | Петропавлівська селищна рада (Петропавлівський район)(тоді сільська): Залізничне (Петропавлівський район), Петропавлівка (Петропавлівський район) | не менше 245 (стор. 851)      |
| 179 | Письменська селищна рада (тоді Кільманстальська): Вербівське, Возвратне, Воронізьке, Дібрівка (Васильківський район), Зелений Гай (Письменська селищна рада), Іванівське (Васильківський район), Луб'янці, Письменне, Рубанівське, Солонці (Васильківський район), Тихе (Васильківський район), Шевченківське (Васильківський район) | не менше 52 (стор.43)         |
| 180 | Підгаврилівська сільська рада: Підгаврилівка | не менше 50 (стор. 905)       |
| 181 | Підгороднівська сільська рада: Підгороднє — нині в складі села Новопавлівка (Межівський район) | 243 (стор. 574)               |
| 182 | Підпільнянська сільська рада: Підпільне | не менше 32 (стор. 733)       |
| 183 | Піщанська сільська рада (Новомосковський район): Піщанка (Новомосковський район), Соколове (Новомосковський район), Ягідне (Новомосковський район) | не менше 156 (стор. 735)      |
| 184 | Покровська сільська рада (Нікопольський район): Покровське (Нікопольський район) | щонайменше 231 (стор. 645)    |
| 185 | Покровська селищна рада (тоді сільська): Водяне (Покровська селищна громада), Гапоно-Мечетне, Зелена Долина (Покровський район), Левадне (Покровський район), Отрішки, Петриків (Покровський район), Покровське (смт), Скотувате (Покровський район), Старокасянівське, Чорненкове                                                   | не менше 555 (стор. 913)      |
| 186 | Попасненська сільська рада: Надеждівка (Новомосковський район), Попасне (Новомосковський район), Привільне (Новомосковський район), Тарасове (Новомосковський район) | не менше 29 (стор. 735)       |
| 187 | Посуньківська сільська рада: Посуньки | 148 (стор. 91)                |
| 188 | Преображенська сільська рада (Межівський район): Преображенка (Межівський район) | не менше 52 (стор. 575)       |
| 189 | Преображенська сільська рада (Томаківський район): Баркове, Преображенка (Томаківський район | не менше 50 (стор. 949)       |
| 190 | Привовчанська сільська рада (тоді Олексіївська): Малоолександрівка (Павлоградський район), Привовчанське | не менше 362 (стор. 832)      |
| 191 | Прядівська сільська рада (тоді Прядивська): Прядівка | не менше 23 (стор. 985)       |
| 192 | Пушкарівська сільська рада: Пушкарівка (Верхньодніпровський район) | 383 (стор. 98)                |
| 193 | Райпільська сільська рада: Райполе (Межівський район) | 69 (стор. 576)                |
| 194 | Романівська сільська рада: Романівка (Синельниківський район) | 137 (стор. 936)               |
| 195 | Романківська сільська рада: Романкове | 949 (стор. 215)               |
| 196 | Романківська сільська рада: Романки (Покровський район) | не менше 26 (стор. 914)       |
| 197 | Рудь-Миколаївська сільська рада: Рудево-Миколаївка | не менше 23 (стор. 937)       |
| 198 | Саврасівська сільська рада (П'ятихатський район) | 85 (стор. 925)                |
| 199 | Саксаганська сільська рада (П'ятихатський район): Саксагань (П'ятихатський район) | не менше 27 (стор. 926)       |
| 200 | Семенівська сільська рада (Криничанський район): Семенівка (Криничанська селищна громада) | не менше 73 (стор. 514)       |
| 201 | Сергіївська сільська рада (Синельниківський район) | 2 (стор. 937)                 |
| 202 | Сергіївська сільська рада: Сергіївка (Юр'ївський район) | не менше 260 (стор. 1016)     |
| 202 | Синельниківська міська рада: Синельникове | не менше 358 (стор. 932)      |
| 203 | Славгородська селищна громада (тоді сільська): Славгород (смт) | не менше 4 (стор. 937)        |
| 204 | Слов'янська сільська рада (Межівський район): Слов'янка (Межівський район) | 687 (стор. 586)               |
| 205 | Смідовіч-Дорфська сільська рада (Покровський район) | 22 (стор. 914)                |
| 206 | Сокільське | 94 (стор. 914)                |
| 207 | Соколівська сільська рада: Соколове (Новомосковський район) | 56 (стор. 736)                |
| 208 | Солдатське (Криворізький район) | точна кількість невстановлена |
| 209 | Спаська сільська рада (Новомосковський район): Дмитрівка (Новомосковський район), Спаське (Новомосковський район), Хуторо-Губиниха | не менше 409 (стор. 742)      |
| 210 | Степанівка (Криничанський район) | не менше 64 (стор. 515)       |
| 211 | Сулицька сільська рада: Сулицьке | 180 (стор. 617)               |
| 212 | Сурсько-Михайлівська сільська рада: Богданівка (Солонянський район), Новотарасівка, Сурсько-Михайлівка | не менше 111 (стор. 940)      |
| 213 | Таранове | 116                           |
| 214 | Тараново-Крутненська сільська рада (Васильківський район) | 117 (стор.47)                 |
| 215 | Тарасівська сільська рада: Тарасівка (Межівський район) | 80 (стор. 587)                |
| 216 | Тарасо-Григорівка (Криворізький район) | точна кількість невстановлена |
| 217 | Таромська сільська рада: Таромське | 60 (стор. 493)                |
| 218 | Томаківська селищна рада (тоді сільська): Олександрівка (Томаківський район), Семенівка (Томаківський район), Сергіївка (Томаківський район), Томаківка | не менше 130 (стор. 951)      |
| 219 | Топилянська сільська рада: Топила | не менше 40 (стор. 951)       |
| 220 | Тритузнянська сільська рада: Тритузне (Кам'янське) | 389 (стор. 220)               |
| 221 | Троїцька сільська рада (Павлоградський район): Левадки (Павлоградський район); Троїцьке (Павлоградський район) | не менше 294 (стор. 837)      |
| 222 | Троїцька сільська рада (Петропавлівський район): Троїцьке (Петропавлівський район) | 720 (стор. 861)               |
| 223 | Тургенєвська сільська рада: Тургенєвка (Синельниківський район) | не менше 2 (стор. 937)        |
| 224 | Українська сільська рада: Українка (Межівський район) | не менше 52 (стор.588)        |
| 225 | Успенівська сільська рада: Успенівка (Петропавлівський район) | не менше 103 (стор.863)       |
| 226 | Хуторо-Губинська сільська рада: Хуторо-Губиниха | не менше 51 (стор.743)        |
| 227 | Хорошівська сільська рада (Петропавлівський район): Хороше (Петропавлівський район); Старий Колодязь | 404 (стор.869)                |
| 228 | Хуторо-Чаплинська сільська рада: Хуторо-Чаплине | не менше 37 (стор.48)         |
| 229 | Царичанська селищна рада (тоді сільська): Драгівка; Дубове (Царичанський район); Калинівка (Царичанський район); Лисківка; Пилипівка (Царичанський район); Селянівка; Тарасівка (Царичанський район); Турове (Царичанський район); Царичанка (смт)                                                                                   | не менше 140 (стор. 987)      |
| 230 | Центральний район (Дніпро) (тоді Кіровський) | 11617 (стор.431)              |
| 231 | Цибульківська сільська рада: Єгорине; Зубківка; Катеринівка (Царичанський район); Молодіжне (Царичанський район); Новоселівка (Царичанський район); Плавещина (Царичанський район); Салівка (Царичанський район); Цибульківка | не менше 256 (стор. 991)      |
| 232 | Чаплинська селищна рада (Васильківський район): Чаплине | не менше 16 (стор.48)         |
| 233 | Червоногригорівська селищна рада (тоді Красногригорівська сільська): Червоногригорівка | 420 (стор.635)                |
| 234 | Чернявщинська сільська рада (тоді Чорнявщинська): Терни (Юр'ївський район); Чернявщина\|; Яблунівка (Юр'ївський район)\|не менше 24 (стор.1020) |                               |
| 235 | Чистопільська сільська рада (Нікопольський район) (тоді Фрайдорфська): Чистопіль (Нікопольський район) | не менше 15 (стор.646)        |
| 236 | Чкаловська сільська рада (Нікопольський район): Чкалове (Нікопольський район) | не менше 139 (стор.648)       |
| 237 | Чорноглазівська сільська рада: Чорноглазівка (Юр'ївський район) | не менше 90 (стор.1019)       |
| 238 | Чумаківська сільська рада (Томаківський район): Крутеньке (Томаківський район); Червоний Яр (Томаківський район)\|; Чумаки (Томаківський район)\|не менше 269 (стор.955) |                               |
| 239 | Шандрівська сільська рада (Юр'ївський район): Новошандрівка; Шандрівка\|не менше 170 (стор.1022) |                               |
| 240 | Шевченківська сільська рада (Томаківський район) | не менше 3 (стор.955)         |
| 241 | Шолоховська сільська рада: Шолохове | не менше 75 (стор.649)        |
| 242 | Юр'ївка (Юр'ївський район) | не менше 300                  |
| 243 | Юр'ївська сільська рада (Царичанський район): Ненадівка; Преображенка (Царичанський район); Семенівка (Царичанський район); Юр'ївка (Царичанський район) | не менше 552 (стор. 999)      |
| 244 | Юр'ївська селищна рада (Юр'ївський район) (тоді сільська): Бразолове; Жемчужне (селище); Івано-Межиріцьке; Новогригорівка (Юр'ївський район); Українське (Юр'ївський район) | не менше 313 (стор. 1020)     |